# قدري (اسم)
قدري هو اسم علم مذكر من أصل عربي، ومعناه هو القوي المقتدر، ذو القدر والمقام، الميسور ذو الغنى.

## الأصل اللغوي
اللغة العربية

## وصلات خارجية
- موسوعة السلطان قابوس لأسماء العرب نسخة محفوظة 5 أبريل 2019 على موقع واي باك مشين.